# Tōru Zekū
Tōru Zekū (是空 とおる), de son vrai nom Shinji Takano, né le 8 septembre 1973 dans la préfecture de Kanagawa, est un écrivain, mangaka, scénariste et producteur de jeux vidéo japonais. Il est le représentant de l'entreprise japonaise Axia Corporation.

## Biographie
Son vrai nom, Shinji Takano, est parfois utilisé comme crédit de réalisateur. Sa principale occupation est celle de mangaka, mais il produit également des jeux vidéo, notamment en tant que producteur associé du jeu de cartes à collectionner ChaosTCG de la société Bushiroad,,, et en participant au développement du jeu de tir Shikigami no Shiro III produit par Alpha System.
Il a été un temps directeur artistique, et a également managé la seiyū Yuko Miyamura.
Il a participé sous le nom de Koreku Tooru à Dennet Adaptation Idles, un T-RPG en ligne dirigé par Shibamura Yuri.